# 蝉吟
蝉吟（せんぎん、寛永19年（1642年） - 寛文6年4月25日（1666年5月28日））は、江戸時代の俳人。本名は藤堂 良忠。通称は主計、宗正。
伊賀国藤堂藩の伊賀付侍大将 藤堂新七郎良精の三男として生まれる。良忠は、松永貞徳や北村季吟について俳諧を嗜んでいた。当時、宗房と名乗っていた松尾芭蕉の文才を認めて、ともに俳諧を嗜んだ。芭蕉を専属の小姓にしたとも伝わる。寛文5年（1665年）11月には、芭蕉を一座にくわえて、貞徳十三回忌の追善百韻を催している。

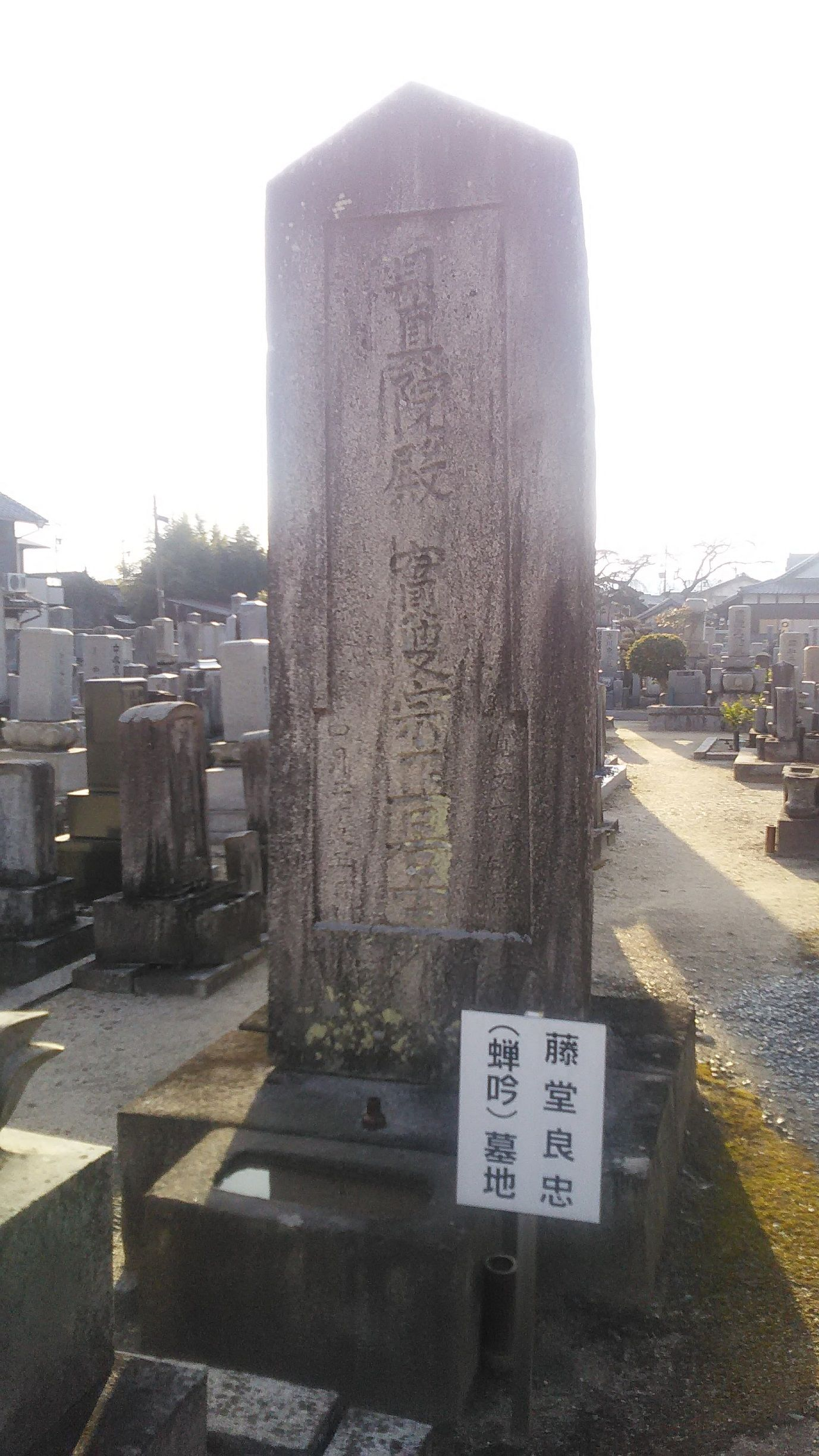
蝉吟の墓(伊賀市山渓禅寺)

寛文6年（1666年）4月25日、25歳で死去した。蝉吟の死によって、芭蕉は士分に取り立てられる可能性を失った。芭蕉は良忠の遺骨を高野山におさめ、それから故郷を出奔し、一所不在の身で俳諧に専念するようになったという。墓所は伊賀市山渓禅寺。